# Vezavna energija
V fiziki in kemiji je vezavna energija najmanjša energija, ki je potrebna za izbitje oziroma odvzem gradnika iz sistema ali za razstavitev sistema delcev na posamezne gradnike. V fiziki se izraz vezavna energija uporablja predvsem na področju kondenzirane snovi in jedrske atomske fizike.

## Različne vrste vezavne energije
Obstaja več vrst vezavne energije. Vsaka deluje na različnih razdaljah in na različnih energijskih velikostnih redih. Velja pa, da manjša kot je velikost vezanega sistema, večja je vezavna energija. Vezavne energije se podajajo z enoto elektronvolt (eV). Lahko ji dodamo tudi desetiško predpono (kiloelektronvolt – keV, megaelektronvolt – MeV ipd.). 

### Gravitacijska vezavna energija
Vezavna energija nebesnega telesa v večjem sistemu je tista, ki bi bila potrebna, da bi dano telo od sistema odmaknili na neskončno razdaljo. O vezavni energiji lahko govorimo tudi pri velikih množicah manjših teles - na primer pri plinskih oblakih. V tem primeru je vezavna energija celega sistema tista, ki bi bila potrebna, da bi se celoten sistem razširil do neskončnosti. Gravitacijska vezavna energija je pomembna predvsem pri velikih sistemih, kot so planeti, osončja in galaksije.
Ali bo telo kljubovalo ali pobegnilo gravitacijskemu privlaku npr. Zemlje je odvisno predvsem od njegove hitrosti. To pomeni, da mora imeti zadostno hitrost oziroma kinetično energijo, da premaga težnost npr. Zemlje oziroma gravitacijsko vezavno energijo (na primer izstrelitev raket v vesolje).
Prva kozmična hitrost je tista, pri kateri se lažji objekt, vržen s to hitrostjo vzporedno s površjem (v tangencialni smeri), giblje krožno okoli planeta (ali kakšnega drugega objekta v vesolju) tik nad površjem, kljubuje gravitaciji in ne pade na površje. S približno tako hitrostjo potujejo sateliti v nizkih orbitah, saj v primerjavi z velikostjo Zemlje letijo skoraj zanemarljivo nizko. Za Zemljo je prva kozmična hitrost približno 8 km/s.
Če pa bi telo izstrelili z drugo kozmično hitrostjo, bi premagalo gravitacijsko privlačnost Zemlje in se od nje začelo oddaljevati, zato jo imenujemo tudi ubežna hitrost. Za Zemljo je ubežna hitrost približno 11 km/s.
Tretja kozmična hitrost telesa pomeni, da bi telo lahko premagalo tudi težnost Sonca in bi zato odšlo na pot v medzvezdni prostor. Četrta kozmična hitrost telesa pa dovoli, da telo premaga težnost galaksije Rimska cesta. Vse naštete kozmične hitrosti naraščajo po velikosti, kar pomeni, da gravitacijska vezavna energija sistema narašča z njegovo maso.

### Kemijska vezavna energija
Kemijska vezavna energija je vezavna energija med atomi ali molekulami, ki je shranjena v kemijski vezi. To je energija, ki je potrebna za razgradnjo molekule na njene sestavne atome. Ta energija se npr. sprošča pri kemijskih eksplozijah, gorenju kemičnega goriva in bioloških procesih ter je običajno velika nekaj eV na vez.

### Ionizacijska energija
Vezavna energija elektrona, bolj znana kot ionizacijska energija, je energija, ki jo je treba dovesti atomu ali molekuli za izbitje enega elektrona. Vezavna energija elektrona izhaja iz elektromagnetne interakcije elektrona z jedrom in drugimi elektroni v atomu ali molekuli. Velikost ionizacijske energije je odvisna od tega, ali želimo izbiti zunanji elektron ali elektron bližje jedru, ki je vezan močneje.  
Za atom vodika 1H velja, da je ionizacijska energija njegovega edinega elektrona - 13,6 eV. Za atom helija 4He, ki ima dva elektrona, velja, da je ionizacijska energija prvega elektrona - 24,587 eV, drugega pa - 54,418 eV. Za atome z več elektroni bo velikost ionizacijske energije prvega elektrona vedno manjša od ionizacijskih energij naslednjih elektronov.

### Vezavna energija atoma
Vezavna energija atoma je energija, potrebna za razgradnjo atoma na proste elektrone in jedro. Je vsota ionizacijskih energij vseh elektronov, ki pripadajo določenemu atomu. Vezavna energija atoma je shranjena v elektromagnetnih silah med elektroni in jedrom.
Za atom vodika 1H je vezavna energija atoma kar enaka ionizacijski energiji (glej prejšnje poglavje), saj ima samo en elektron. Za atom helija 4He pa je vezavna energija atoma vsota energije prve ionizacije (- 24,587 eV) in energije druge ionizacije (- 54,418 eV), torej - 79,005 eV.

### Vezavna energija jedra
Vezavna energija jedra je energija, ki je potrebna za razgradnjo jedra na proste nevtrone in protone, iz katerih je jedro sestavljeno. Je ekvivalent energiji masnega defekta; tj. razlike v masi jedra in seštevku mas vseh nevezanih protonov in nevtronov jedra. Le pri vezavni energiji jeder je sproščena energija tako velika, da lahko masni defekt dejansko izmerimo.
Vezavne energije jedra in sile, ki držijo nukleone skupaj, so v grobem približku milijonkrat večje od vezavnih energij elektronov v lahkih atomih, kot je na primer vodik. Zato so vezavne energije jeder velikostnega reda MeV, vezavne energije elektronov v atomih pa eV,
Na splošno velja, da več nukleonov, kot je v jedru, večja je celotna vezavna energija jedra. Veliko pogosteje pa se uporablja povprečno vezavno energijo, tj. celotna vezavna energija jedra preračunana na nukleon. Na primer: ker ima atom vodika 1H v jedru samo en proton, ta ni vezan z ničemer in tako o vezavni energiji nima smisla govoriti (oz. je enaka 0). Atom vodikovega izotopa 2H (imenovan tudi »težki vodik«) pa ima v jedru poleg protona tudi nevtron - vezavna energija za  to jedro znaša - 2,22452 MeV, povprečna vezavna energija na nukleon pa polovico tega, torej - 1,11226 MeV. Vezavna energija za nikljevo jedro 62Ni znaša - 545,259 MeV in ker ima to jedro 62 nukleonov, znaša povprečna vezavna energija na nukleon - 8,7945 MeV.
Krivulja vezavne energije prikazuje povprečno vezavno energijo na nukleon v odvisnosti od atomske mase za vsa atomska jedra. Glavni vrh ima pri železu in niklju, nato pa spet počasi upada, ozek izoliran vrh pa se pojavi pri heliju, ki je stabilnejši od drugih nuklidov z nizko maso. V periodnem sistemu elementov je za vrsto lahkih elementov od vodika do natrija ugotovljeno, da se z naraščanjem atomske mase na splošno povečuje povprečna vezavna energija na nukleon. Območju naraščajoče vezavne energije sledi območje relativne konstantnosti (nasičenosti) v območju približno od 30 do 90 nukleonov na jedro. Končno se pri težjih elementih z naraščanjem atomskega števila postopoma zmanjšuje vezavna energija na nukleon (od približno atomskega števila 60 naprej). Najtežja jedra, ki jih je v naravi več kot za vzorec, (uran 238 in 235 ter torij 232), so nestabilna, vendar imajo razpolovno dobo primerljivo ali daljšo od starosti Zemlje, zato so še vedno razmeroma pogosta. Nastala so (in druga jedra, težja od helija) v dogodkih zvezdnega razvoja, kot so eksplozije supernov pred nastankom sončnega sistema.
Vezavno energijo jeder se lahko tudi izračuna po semiempirični formuli.

## Povezava med energijo in maso
Vezani sistem je običajno na nižji energijski ravni kot njegovi nevezani sestavni deli. V skladu z relativnostno teorijo se ob zmanjšanju skupne energije sistema za ΔE zmanjša tudi skupna masa za Δm. Povezavo med energijo in spremembo mase podaja Einsteinova enačba Δmc2 = ΔE, pri čemer je c svetlobna hitrost v vakuumu. Ta "manjkajoča masa" je znana kot masni defekt ali masni deficit in predstavlja energijo, ki se je sprostila pri nastanku vezanega sistema. Pri sistemih z nizkimi vezavnimi energijami je lahko ta "izgubljena" masa po vezavi majhna, medtem ko je pri sistemih z visokimi vezavnimi energijami manjkajoča masa lahko zlahka izmerljiv del.
Razliko med izračunano maso nevezanega sistema in eksperimentalno izmerjeno maso vezanega sistema (sprememba mase) označujemo z Δm. Izračunamo jo lahko na naslednji način:
(Sprememba mase) Δm = (izmerjena masa sistema) - (izračunana masa nevezanega sistema)
npr. Δm = (izmerjena masa jedra) - (vsota mas protonov in nevtronov) 
Na primer, jedro devterija ima en proton in en nevtron. Masni defekt jedra (razlika seštevka mas protona in nevtrona v primerjavi z maso jedra) je - 0,0024 u (enot atomske mase), kar pomeni, da je njegova vezavna energija atoma - 2,23 MeV. To pomeni, da je za razpad jedra devterija potrebna energija 2,23 MeV.
Če se vezavna energija zadrži v sistemu kot toplota, se njegova masa ne zmanjša. Nasprotno pa vezavna energija, ki se izgubi iz sistema kot toplotno sevanje, povzroči masni deficit sistema. To pomeni, da izgubljena toplota neposredno predstavlja "primanjkljaj mase" hladnega, vezanega sistema.
Podobno velja za kemijske in jedrske reakcije. Eksotermne kemijske reakcije v zaprtih sistemih ne spremenijo mase, vendar se masa zmanjša, ko se toplota reakcije odstrani, čeprav je ta sprememba mase premajhna, da bi jo lahko izmerili s standardno opremo. Pri jedrskih reakcijah pa je delež mase, ki se lahko odstrani kot svetloba ali toplota, tj. iz sprememb vezavne energije, pogosto veliko večji del mase sistema. Zato se lahko meri neposredno kot razlika med mirujočima masama reaktantov in (ohlajenih) produktov. Razlog za to je, da so jedrske sile bistveno močnejše od električnih sil, povezanih z interakcijami med elektroni in protoni, ki v kemiji povzročajo toploto.

## Zlivanje in cepitev jeder
Pri zlitju lahkih jeder (jedrska fuzija) ali pri cepitvi težkih jeder (jedrska fisija) se sprosti nekaj energije na račun razlik vezavnih energij reaktantov in produktov. Tej energiji rečemo jedrska energija in se lahko na primer uporabi za proizvodnjo električne energije v jedrski elektrarni. Pri razpadu velikega jedra na manjše dele se odvečna energija oddaja v obliki žarkov gama in kinetične energije različnih nastalih delcev (produkti jedrske cepitve). Zelo lahki elementi (kot sta vodik ali helij) se razmeroma lahko zlivajo, zelo težki elementi (kot je uran) pa zlahka cepijo. Elementi nekje vmes (železo, nikelj) so stabilnejši in jih je težko pripraviti do zlitja ali cepitve.
Osnova pridobivanja električne energije iz jedrskega reaktorja je cepitev težkih radioaktivnih jeder uranovega izotopa 235. Jedro urana 235 se cepi na več manjših jeder, ob tem pa se sprosti energija kot posledica razlik med vezavnimi energijami uranovih jeder in produktov, ki so pri cepitvi nastali. Sproščena energija se kot toplota porabi za segrevanje vode, nastala para pa poganja turbino povezano z generatorjem.
Znanstveniki poskušajo že od petdesetih let prejšnjega stoletja pridobiti uporabno energijo za proizvodnjo elektrike poleg cepitve tudi iz nadzorovane jedrske fuzije. Za gorivo uporabljajo devterij in tritij, pri reakciji pa se sprosti veliko energije zaradi razlik vezavnih energij reaktantov in produktov. Energija, sproščena iz 1 g fuzijskega goriva, je primerljiva z energijo, ki se sprosti pri sežigu 11 ton premoga. Fuzijsko gorivo ni težko dostopno, saj se devterij nahaja v vodi (v 1000 litrih vode se nahaja približno 20 g devterija), tritij pa dobijo kot stranski produkt jedrske reakcije nevtrona z litijem 6Li. Produkt zlivanja devterija in tritija je helij, ki ne škoduje okolju, zato nekateri menijo, da je jedrska fuzija dobra alternativa fosilnih goriv za zagotavljanje naših energetskih potreb. Poskusi za izvedbo te oblike fuzije so bili doslej le delno uspešni zlasti zaradi težko dosegljivih vrednosti tlakov in temperatur, ki so potrebne za uspešno reakcijo.